# 1826 au Nouveau-Brunswick
Chronologie du Nouveau-Brunswick
- 1822
- 1823
- 1824
- 1825
- 1826
- 1827
- 1828
- 1829
- 1830

Cette page concerne des événements survenus en 1826 dans la colonie du Nouveau-Brunswick.

## Événements
- Création des comtés de Gloucester et de Kent.
- Fondation du village Saint-François-de-Madawaska par les acadiens.
- Fondation de la ville Dalhousie par les acadiens et des écossais.
- Fondation de Coldstream par les Colons de la vallée du fleuve Saint-Jean.